# Boemondo IV d'Antiochia

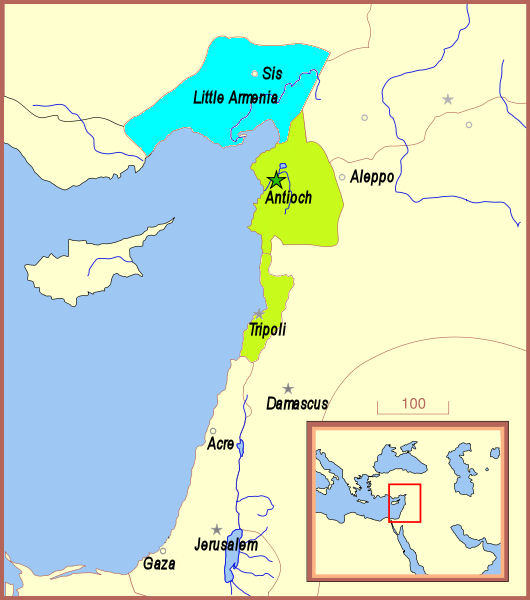
Boemondo IV regnò su Antiochia e Tripoli (in verde) e fu in conflitto col Regno armeno di Cilicia (in blu).

Boemondo IV d'Antiochia, soprannominato il Monocolo (1172 – marzo 1233), fu Principe d'Antiochia dal 1201 al 1216, poi di nuovo dal 1219 alla morte. Fu anche Conte di Tripoli dal 1187.

## Biografia
Figlio di Boemondo III d'Antiochia e della prima moglie Orgueilleuse d'Harenc, Boemondo ereditò dal padre un trono abbastanza instabile.
A partire dal 1201 era infatti sorta una disputa circa la successione al Principato. Boemondo III aveva un nipote, Raimondo Rupeno, figlio del suo primo figlio Raimondo, che era considerato da molti l'erede di maggior diritto al trono del principato. Boemondo IV riuscì a spuntarla e regnò su Antiochia e Tripoli, anche se i rispettivi sistemi normativi e amministrativi restarono separati. Ma la disputa non era risolta qui: il conflitto continuò anche sotto i loro discendenti e coinvolse nobili di Antiochia, di Tripoli e della Cilicia armena. Boemondo fissò la propria sede a Tripoli. In sua assenza, la città di Antiochia cadde pesantemente sotto l'influenza delle comunità greche.
Raimondo Rupeno, estromesso dalla successione, tornò alla carica nel 1216 e, grazie soprattutto all'appoggio di Leone II d'Armenia, tolse il principato a Boemondo che dovette accontentarsi di Tripoli.
Il nuovo principe rimase al potere dal 1216 al 1219, anno nel quale Boemondo recuperò i suoi territori, che tenne fino alla morte.
Boemondo diede anche prova di essere un alleato totalmente inaffidabile. Lo dimostra ad esempio l'alleanza stretta con l'imperatore Federico II durante la Sesta crociata, subito tradita dalla diserzione sua e dei suoi uomini. Fu anche acerrimo nemico dei Cavalieri ospitalieri, attirandosi per questo la scomunica da parte di Gregorio IX nel 1230.

## Matrimoni e figli
Boemondo IV d'Antiochia e Tripoli ebbe due mogli e otto figli. In prime nozze sposò Plaisance di Gibelletto (m. 1217), dalla quale ebbe quattro maschi e una femmina:
- Raimondo di Poitiers (1195- assassinato nella cattedrale di Tortosa nel 1213), Balivo di Antiochia
- Boemondo V di Poitiers, suo successore alla guida del principato
- Filippo I di Poitiers (morto avvelenato in prigione nel 1226), re consorte della Piccola Armenia (1222-1224) per le nozze con Isabella d'Armenia
- Enrico di Poitiers, sposato a Isabella di Lusignano e padre del re Ugo III di Cipro e I di Gerusalemme
- Orgueilleuse di Poitiers, che probabilmente sposò nel 1220 Thoros principe d'Armenia (m. 1226), figlio della regina Isabella e del secondo marito Aitone I d'Armenia.

Dopo la morte della prima moglie, Boemondo sposò a Tripoli, nel gennaio del 1218, Melisenda di Lusignano (1200 circa – post 1249), principessa di Cipro, figlia di Amalrico II di Gerusalemme e della seconda moglie Isabella di Gerusalemme. Da questo matrimonio Boemondo ebbe tre figlie:
- Isabella di Poitiers
- Elvis di Poitiers
- Maria di Poitiers (morta al castello di Canosa, Puglia, dopo il 10 dicembre 1307), pretendente al trono di Gerusalemme dal 1269 al 1277.

## Ascendenza
|                          |   |                         | Genitori                    |  |  | Nonni |  |  | Bisnonni                 |  |  | Trisnonni                  |  |
|                          |   |                         |                             |  |  |       |  |  | Guglielmo IX d'Aquitania |  |  | Guglielmo VIII d'Aquitania |  |
|                          |   |                         |                             |  |  |       |  |  | Guglielmo IX d'Aquitania |  |  | Guglielmo VIII d'Aquitania |  |
|                          |   | Hildegarda di Borgogna  |                             |  |  |       |  |  | Guglielmo IX d'Aquitania |  |  |                            |  |
| Raimondo di Poitiers     |   |                         |                             |  |  |       |  |  | Guglielmo IX d'Aquitania |  |  |                            |  |
|                          |   | Filippa di Tolosa       | Guglielmo IV di Tolosa      |  |  |       |  |  |                          |  |  |                            |  |
|                          |   | Filippa di Tolosa       | Guglielmo IV di Tolosa      |  |  |       |  |  |                          |  |  |                            |  |
|                          |   | Filippa di Tolosa       | Emma di Mortain             |  |  |       |  |  |                          |  |  |                            |  |
| Boemondo III d'Antiochia |   | Filippa di Tolosa       |                             |  |  |       |  |  |                          |  |  |                            |  |
|                          |   | Boemondo II d'Antiochia | Boemondo I d'Antiochia      |  |  |       |  |  |                          |  |  |                            |  |
|                          |   | Boemondo II d'Antiochia | Boemondo I d'Antiochia      |  |  |       |  |  |                          |  |  |                            |  |
|                          |   | Boemondo II d'Antiochia | Costanza di Francia         |  |  |       |  |  |                          |  |  |                            |  |
| Costanza d'Antiochia     |   | Boemondo II d'Antiochia |                             |  |  |       |  |  |                          |  |  |                            |  |
|                          |   | Alice di Antiochia      | Baldovino II di Gerusalemme |  |  |       |  |  |                          |  |  |                            |  |
|                          |   | Alice di Antiochia      | Baldovino II di Gerusalemme |  |  |       |  |  |                          |  |  |                            |  |
|                          |   | Alice di Antiochia      | Morfia di Melitene          |  |  |       |  |  |                          |  |  |                            |  |
| Boemondo IV d'Antiochia  |   | Alice di Antiochia      |                             |  |  |       |  |  |                          |  |  |                            |  |
|                          | … | …                       |                             |  |  |       |  |  |                          |  |  |                            |  |
|                          | … | …                       |                             |  |  |       |  |  |                          |  |  |                            |  |
|                          | … | …                       |                             |  |  |       |  |  |                          |  |  |                            |  |
| …                        | … |                         |                             |  |  |       |  |  |                          |  |  |                            |  |
|                          |   | …                       | …                           |  |  |       |  |  |                          |  |  |                            |  |
|                          |   | …                       | …                           |  |  |       |  |  |                          |  |  |                            |  |
|                          |   | …                       | …                           |  |  |       |  |  |                          |  |  |                            |  |
| Orgueilleuse de Harenc   |   | …                       |                             |  |  |       |  |  |                          |  |  |                            |  |
|                          |   | …                       | …                           |  |  |       |  |  |                          |  |  |                            |  |
|                          |   | …                       | …                           |  |  |       |  |  |                          |  |  |                            |  |
|                          |   | …                       | …                           |  |  |       |  |  |                          |  |  |                            |  |
| …                        |   | …                       |                             |  |  |       |  |  |                          |  |  |                            |  |
|                          |   | …                       | …                           |  |  |       |  |  |                          |  |  |                            |  |
|                          |   | …                       | …                           |  |  |       |  |  |                          |  |  |                            |  |
|                          |   | …                       | …                           |  |  |       |  |  |                          |  |  |                            |  |
|                          |   | …                       |                             |  |  |       |  |  |                          |  |  |                            |  |